# Ruddershoeve
De Ruddershoeve is een historische hoeve aan de Ruddershovestraat in Ruddershove, onderdeel van Velzeke-Ruddershove, een deelgemeente van de Belgische stad Zottegem.
De Ruddershoeve is een middelgrote semi-gesloten hoeve met bakstenen gebouwen onder zadeldaken (pannen), gegroepeerd rondom een rechthoekig gekasseid erf met eik. In het dienstgebouw op de oostzijde is een inrijpoort. Ten zuiden staat een witgekalkt woonhuis, op gepikte plint. Verder bevindt er zich een dubbelhuis van negen traveeën en twee bouwlagen onder zadeldak  uit eind 18de tot begin 19de eeuw. Er staat ook een recentere dwarsschuur op de westzijde; de schuurpoort onder houten latei ligt in een bakstenen rondboog. 

## Afbeeldingen

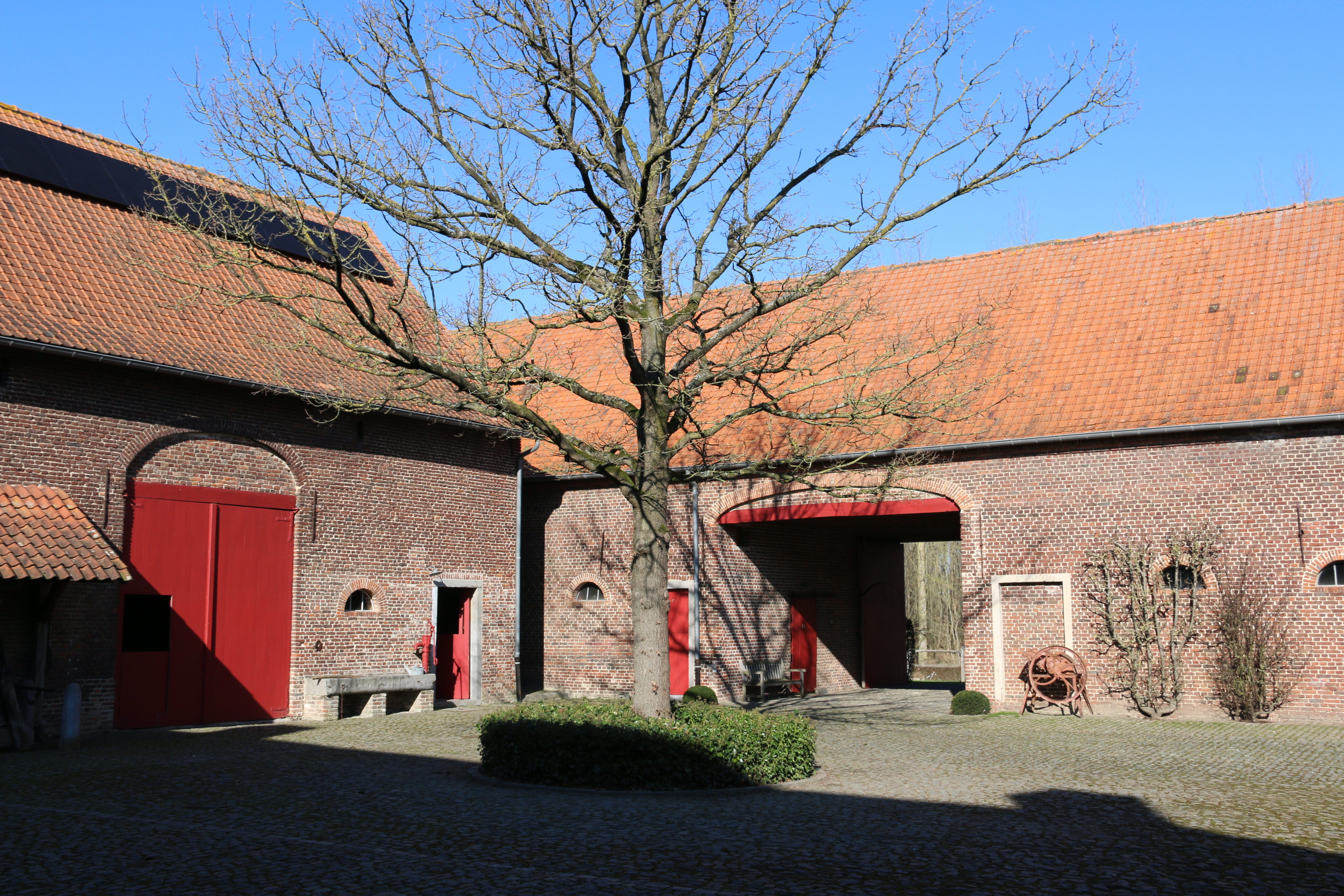
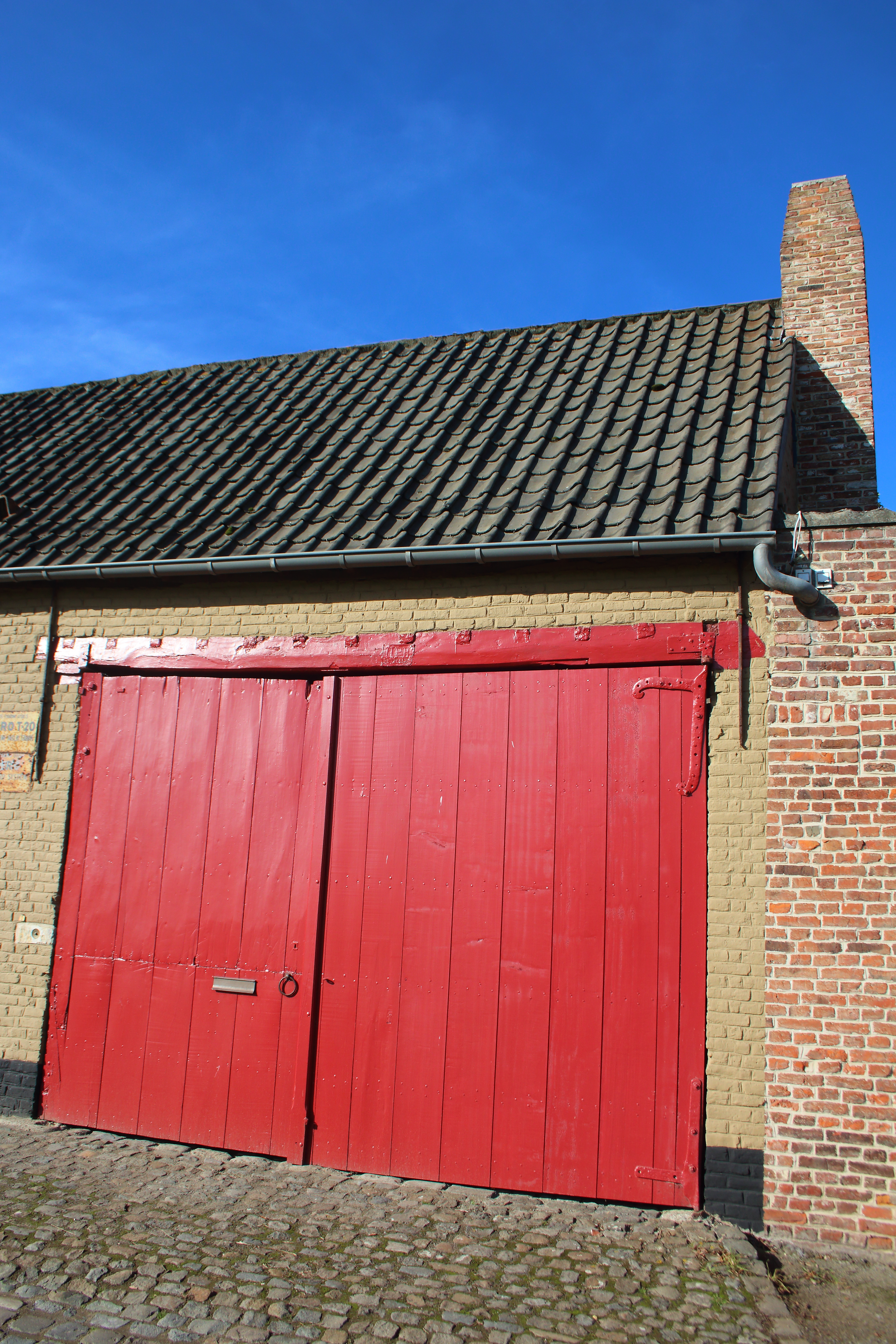
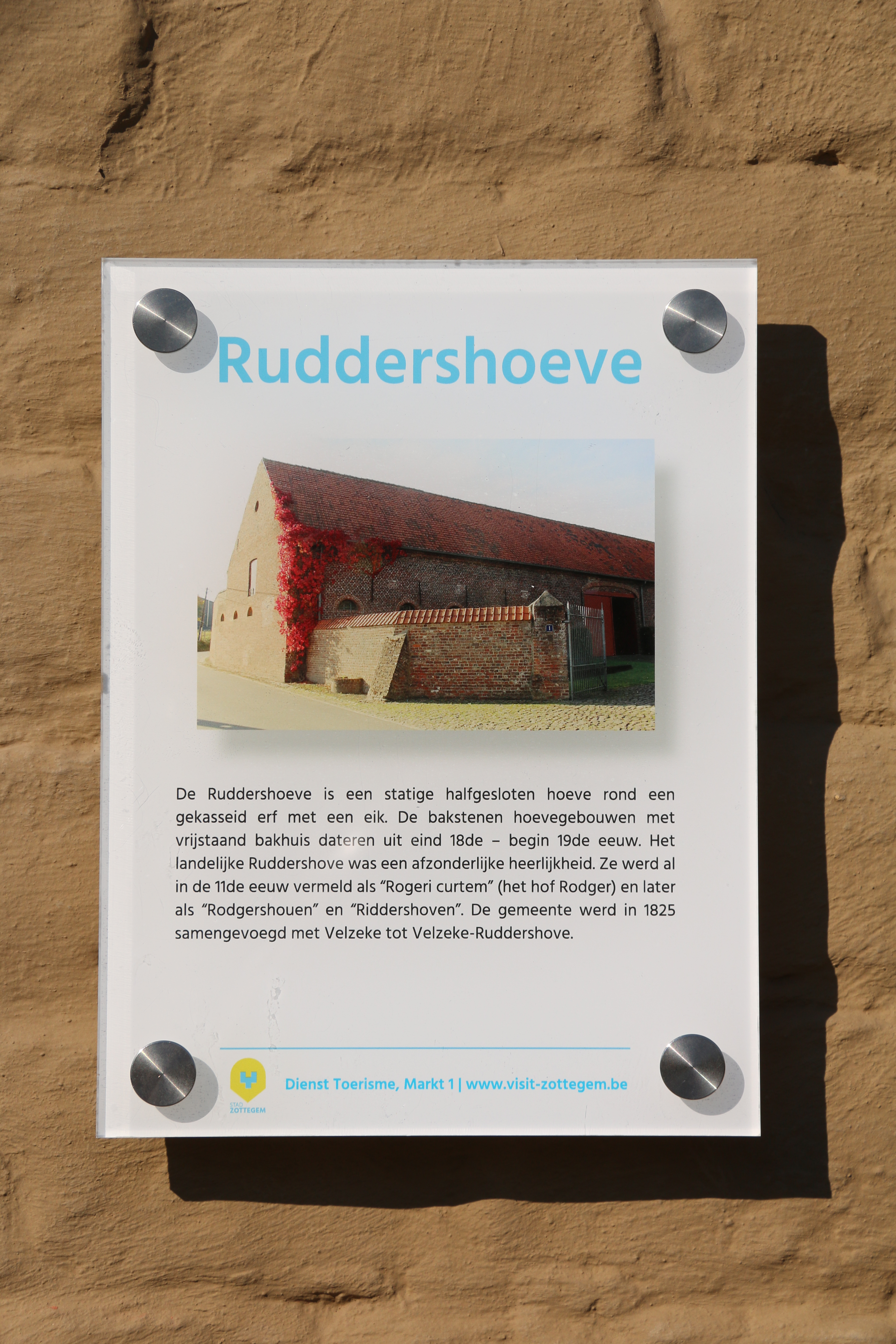
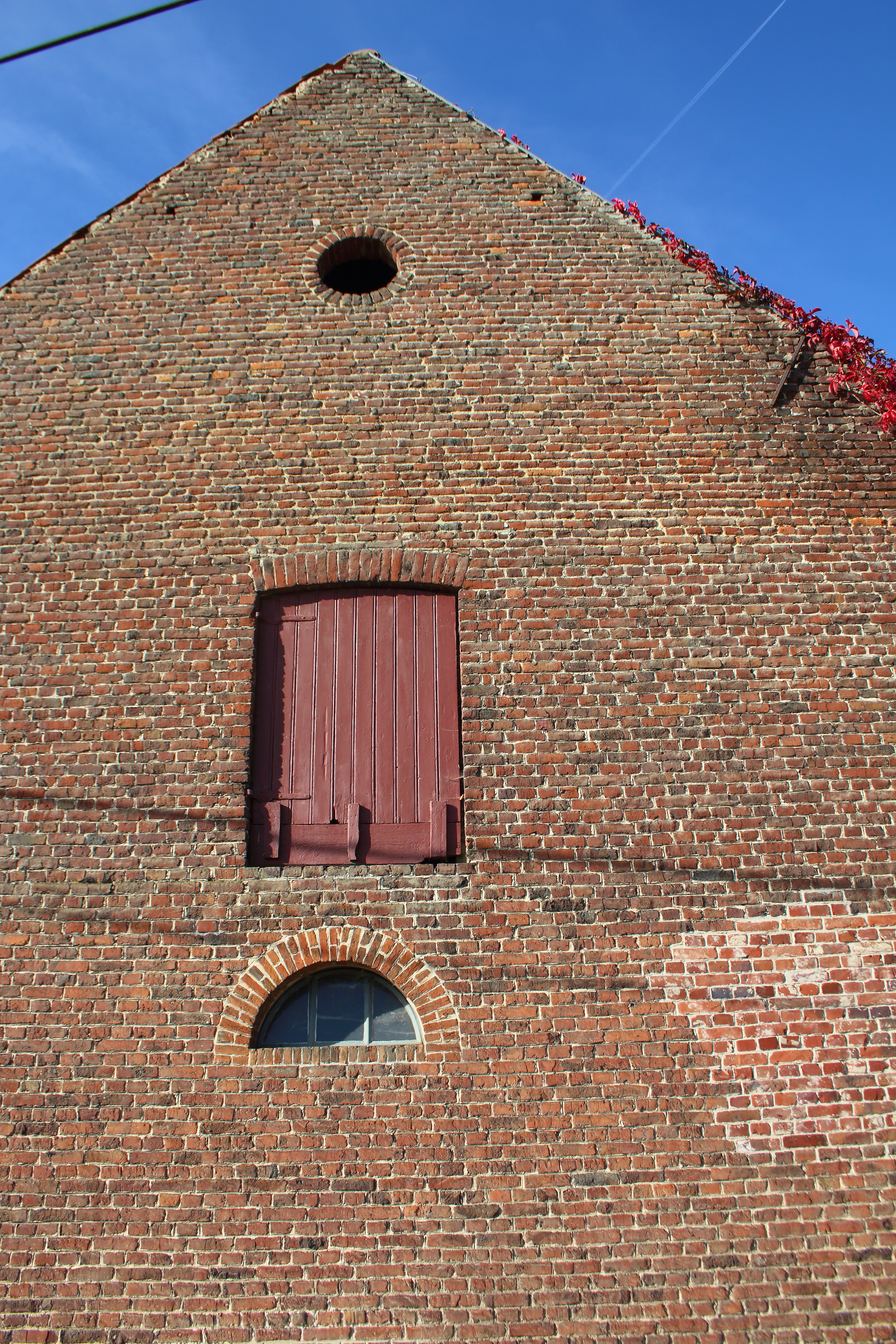
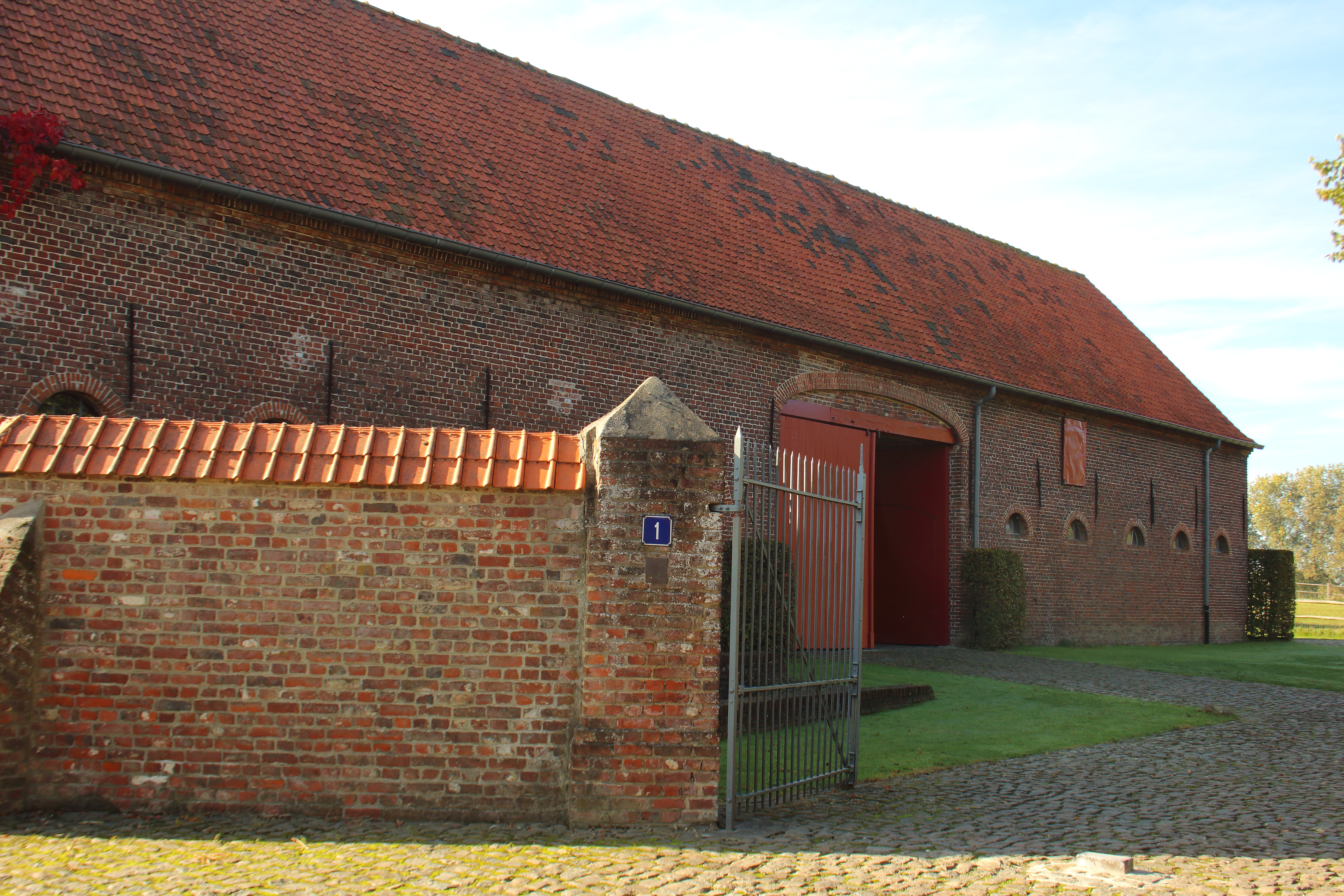